# Temporada da NHL de 1962–63
A temporada da NHL de 1962–63 foi a 46.ª  temporada da National Hockey League (NHL). Seis times jogaram 70 partidas cada. O Toronto Maple Leafs venceu sua segunda Stanley Cup seguida ao derrotar o Detroit Red Wings por 4-1.

## Temporada Regular
Algumas notícias distrativas atingiram as páginas de jornais de esportes no dia do Jogo das Estrelas, quando foi noticiado que Frank Mahovlich havia sido vendido para Chicago por $1 milhão e James D. Norris fez um cheque com a quantida. Com o conselho de Conn Smythe, Punch Imlach rejeitou a proposta, com Imlach afirmando que 1 milhão de dólares não faz gols, e Mahovlich continuaria um jogador dos Maple Leafs.
Um incidente sério ocorreu em 23 de outubro entre o Montreal Canadiens e o Chicago Black Hawks. Um duelo de tacos viciosos ocorreu entre Gilles Tremblay e Reg Fleming, sendo considerado o pior desde a briga Geoffrion-Murphy em 1953. Ambos os jogadores receberam punição de partida e multas de $100. Tremblay saiu com um grave corte na cabeça que necessitou de muitos pontos. O técnico Toe Blake disse alguns comentários cáusticos para Fleming quando ele deixava o gelo, o que quase causou outra briga. Os Canadiens e os Back Hawks jogaram para um empate por 4-4. O presidente Campbell suspendeu Tremblay e Fleming por três partidas.
A sequência de partidas consecutivas de Glenn Hall teve um fim em 8 de novembro, quando ele sofreu uma compressão de um nervo em suas costas e foi substituído por Denis DeJordy no primeiro período do jogo em que Chicago empatou com Boston por 3–3. DeJordy jogou bem na partida seguinte, com vitória dos Black Hawks sobre os Canadiens: 3–1.
Chicago estava melhorando e chegou ao primeiro lugar empatado com Detroit quando eles golearam Boston por 5–0 em 29 de novembro. Mikita marcou dois gols e Bobby Hull fez um. Na mesma noite, os Rangers venceram os Red Wings por 5–0, com Gump Worsley jogando uma grande partida. Worsley não teve sorte na partida seguinte, em que Chicago superou os Rangers por 5–1. Worsley sofreu uma lesão grave no ombro e foi substituído por Marcel Pelletier. Gump foi ao hospital, onde ficou com o ombro imobilizado por dez dias.
Andy Hebenton teve um hat-trick em 16 de dezembro, na vitória dos Rangers contra Detroit por 5–2 no Madison Square Garden. A partida foi estragada por um conflito, com os principais participantes sendo Dave Balon, Bill Gadsby, Doug Barkley e Terry Sawchuk. Todos foram multados.
Andy Bathgate marcou todos os gols quando eles empataram com Montreal em 2–2 no Montreal Forum, no dia 5 de janeiro. Essa foi a décima partida consecutiva na qual ele marcou. A sequência foi encerrada quando Jacques Plante não deixou os Rangers marcarem em um 6–0 em New York.
Jean Beliveau marcou seu 300° gol na NHL em 26 de janeiro, quando os Rangers  bateram os Canadiens por 4–2 no Forum. Os gols não vieram rapidamente nesse ano, e ele insinuou que poderia ser sua última temporada. Os escritores não o levaram a sério, todavia. Na noite seguinte, os Canadiens bateram os Black Hawks por 3–1 no Chicago Stadium e Beliveau marcou um gol espetacular, dando uma grande mostra de como manejar um taco. 
Bernie Geoffrion e Don Marshall estavam de volta em 31 de janeiro, mas os  Canadiens perderam por 6–3 contra Toronto no Forum. O técnico Toe Blake não estava feliz com o quadro de arbitragem e uma frase sua foi dita em um jornal francês, segundo a qual Eddie Powers apitou o jogo como se estivesse para receber uma aposta. Isso chamou a atenção do presidente da NHL Clarence Campbell, que disse que a questão seria investigada. Posteriormente, Blake foi multado em $200 por Campbell. Powers considerou a multa inadequada e enviou sua demissão como árbitro. Ele citou Red Storey quando Campbell não apoiaria as decisões que ele fez. Powers então processou Blake for difamação.
Bobby Hull marcou todos os três gols da vitória de Chicago sobre Boston por 3–1 emm 17 de fevereiro. Na mesma noite, Montreal bateu Detroit por 6-1 e Howie Young estabeleceu um recorde de penalizações quando levantou o taco contra um jogador dos Canadiens e então começou uma birra que resultou em uma penalização greve, uma grave, uma má-conduta e uma má-conduta de jogo, totalizando 27 minutos. Seu total na temporada era agora de 208 minutos de penalizações. O presidente da NHL Campbell, então, deu uma suspensão de três jogos.
Detroit eliminou os Rangers dos playoffs em 3 de março com uma vitória por 3-2.
Bernie Geoffrion enfrentou problemas por um incidente em uma partida em 5 de março em que Montreal venceu por 4–3. O árbitro Vern Buffey deu a Jacques Plante uma penalidade por cortar Howie Young e, então, uma penalidade do banco, quando os Canadiens protestaram. Geoffrion atirou seu taco em Buffey e suas luvas também. Geoffrion recebeu uma penalização de partida e o presidente Campbell puniu Geoffrion com uma suspensão de cinco jogos.
A carreira de Lou Fontinato teve um final trágico em 9 de março quando ele tentou atingir Vic Hadfield e, em vez disso, foi atirado de cabeça para baixo para a parede pelo jogador dos Rangers. Fontinato ficou deitado sem movimentação no gelo por algum tempo antes de ser carregado para fora do gelo em uma maca e levado para o Montreal General Hospital, onde o diagnóstico foi de fratura  no pescoço, uma vértebra cervical esmagada. Ele gradualmente se recuperou de sua condição de paralisia, mas nunca mais jogaria hóquei. Jacques Laperriere substituiu Fontinato na defesa dos Canadiens.
Era praticamente uma corrida para as vagas nos playoffs, já que 5 pontos separavam o quarto do primeiro. Gordie Howe liderou os Red Wings e a NHL, vencendo o sexto e último Troféu Art Ross e o Troféu Memorial Hart.

### Classificação Final
Nota: PJ = Partidas Jogadas, V = Vitórias, D = Derrotas, E = Empates, Pts = Pontos, GP = Gols Pró, GC = Gols Contra,PEM=Penalizações em Minutos

Times que se classificaram aos play-offs estão destacados em negrito
| National Hockey League | PJ | V  | D  | E  | GP  | GC  | PEM | Pts |
| ---------------------- | -- | -- | -- | -- | --- | --- | --- | --- |
| Toronto Maple Leafs    | 70 | 35 | 23 | 12 | 221 | 180 | 816 | 82  |
| Chicago Black Hawks    | 70 | 32 | 21 | 17 | 194 | 178 | 906 | 81  |
| Montreal Canadiens     | 70 | 28 | 19 | 23 | 225 | 183 | 751 | 79  |
| Detroit Red Wings      | 70 | 32 | 25 | 13 | 200 | 194 | 964 | 77  |
| New York Rangers       | 70 | 22 | 36 | 12 | 211 | 233 | 657 | 56  |
| Boston Bruins          | 70 | 14 | 39 | 17 | 198 | 281 | 636 | 45  |

### Artilheiros
PJ = Partidas Jogadas, G = Gols, A = Assistências, Pts = Pontos, PEM = Penalizações em Minutos
| Jogador         | Time                | PJ | G  | A  | Pts | PEM |
| --------------- | ------------------- | -- | -- | -- | --- | --- |
| Gordie Howe     | Detroit Red Wings   | 70 | 38 | 48 | 86  | 100 |
| Andy Bathgate   | New York Rangers    | 70 | 35 | 46 | 81  | 54  |
| Stan Mikita     | Chicago Black Hawks | 65 | 31 | 45 | 76  | 69  |
| Frank Mahovlich | Toronto Maple Leafs | 67 | 36 | 37 | 73  | 56  |
| Henri Richard   | Montreal Canadiens  | 67 | 23 | 50 | 73  | 57  |
| Jean Beliveau   | Montreal Canadiens  | 69 | 18 | 49 | 67  | 68  |
| John Bucyk      | Boston Bruins       | 69 | 27 | 39 | 66  | 36  |
| Alex Delvecchio | Detroit Red Wings   | 69 | 20 | 44 | 64  | 8   |
| Bobby Hull      | Chicago Black Hawks | 65 | 31 | 31 | 62  | 27  |
| Murray Oliver   | Boston Bruins       | 65 | 22 | 40 | 62  | 38  |

## Prêmios da NHL
| 1962–63 NHL awards            | 1962–63 NHL awards                 |
| ----------------------------- | ---------------------------------- |
| Troféu Príncipe de Gales:     | Toronto Maple Leafs                |
| Troféu Art Ross:              | Gordie Howe, Detroit Red Wings     |
| Troféu Memorial Calder:       | Kent Douglas, Toronto Maple Leafs  |
| Troféu Memorial Hart:         | Gordie Howe, Detroit Red Wings     |
| Troféu Memorial James Norris: | Pierre Pilote, Chicago Black Hawks |
| Troféu Memorial Lady Byng:    | Dave Keon, Toronto Maple Leafs     |
| Troféu Vezina:                | Glenn Hall, Chicago Black Hawks    |

### Times das Estrelas
| Primeiro Time                        | Position | Segundo Time                      |
| ------------------------------------ | -------- | --------------------------------- |
| Glenn Hall, Chicago Black Hawks      | G        | Terry Sawchuk, Detroit Red Wings  |
| Pierre Pilote, Chicago Black Hawks   | D        | Tim Horton, Toronto Maple Leafs   |
| Carl Brewer, Toronto Maple Leafs     | D        | Moose Vasko, Chicago Black Hawks  |
| Stan Mikita, Chicago Black Hawks     | C        | Henri Richard, Montreal Canadiens |
| Gordie Howe, Detroit Red Wings       | RW       | Andy Bathgate, New York Rangers   |
| Frank Mahovlich, Toronto Maple Leafs | LW       | Bobby Hull, Chicago Black Hawks   |

## Estreias
O seguinte é uma lista de jogadores importantes que jogaram seu primeiro jogo na NHL em 1962-63 (listados com seu primeiro time, asterisco(*) marca estreia nos play-offs):
- Eddie Johnston, Boston Bruins
- Paul Henderson, Detroit Red Wings
- Claude Larose, Montreal Canadiens
- Jacques Laperriere, Montreal Canadiens
- Terry Harper, Montreal Canadiens
- Jim Neilson, New York Rangers
- Kent Douglas, Toronto Maple Leafs

## Últimos Jogos
O seguinte é uma lista de jogadores importantes que jogaram seu último jogo na NHL em 1962-63 (listados com seu último time):
- Bob Turner, Chicago Black Hawks
- Jack Evans, Chicago Black Hawks
- Vic Stasiuk, Detroit Red Wings
- Lou Fontinato, Montreal Canadiens